# アンキロセラス亜目
アンキロセラス亜目（アンキロセラスあもく、Ancyloceratina）は、アンモナイト亜綱アンモナイト目に属する頭足類の亜目の一つ。後期ジュラ紀に出現した。後期白亜紀には本亜科のうち特にノストセラス科が爆発的に多様化し、日本をはじめ北太平洋地域のアンモナイトを代表する分類群となった。アンキロセラス亜目の属種には異常巻きアンモナイトが多い。

## 特徴
アンキロセラス亜目には、異常巻きアンモナイトと呼ばれる、螺環同士が同一平面上に存在しないものや、密着せずに空隙が開いている形状の殻を持つものが知られている。異常巻きアンモナイトの殻の形状は属や種ごとに様々である。具体的には、バネのような形状を示すユーボストリコセラスやヘビが複雑にとぐろを巻いたようなニッポニテスなどが知られている。
アンキロセラス亜目は形状のみならず体サイズの多様性も高い。例えば、スカフィテス属のスカフィテス・サブデリカツルスは成年殻が直径4.5センチメートル程度であり、小型の種である。一方でアンキロセラス亜目で最大の属であるディプロモセラスには、殻が湾曲した状態で長さ2メートルに達する個体も発見されている。

## 進化史
アンキロセラス亜目は後期ジュラ紀にペリスフィンクテス亜目のペリスフィンクテス上科を起源に出現したとされる。最初に出現したアンキロセラス亜目はアンキロセラス上科で、前期白亜紀のうちにデスハイシテス上科・ドウビレイセラス上科・ツリリテス上科・スカフィテス上科が出現した。ツリリテス上科とスカフィテス上科を除く3グループは前期白亜紀のうちに絶滅したが、後期白亜紀にツリリテス上科は北太平洋地域の西部で繁栄を遂げており、日本では北海道や四国（讃岐山脈）、淡路島などで化石が多産する。
なお、残ったツリリテス上科とスカフィテス上科も白亜紀末のK-Pg境界の大量絶滅事変を乗り越えられずに姿を消した。

## 生態
アンキロセラス亜目は形態的な多様性に富んでおり、それは多様な生態を反映している。正常巻きのアンモナイト全体の生息した水深は海面から10 - 200メートル程度とされる一方、バキュリテスのように尖った殻を持つものは海面近くを高速で遊泳していたことが、逆に水の抵抗の大きい形状をなす属種は海底付近に生息していたことが推測されている。